# Galactose-1-phosphat-Uridyltransferase
Galactose-1-phosphat-Uridyltransferase (GALT) ist ein Enzym. Es bindet die Galactose in Galactose-1-phosphat an UDP; dies ist der zweite Teilschritt beim Abbau von Galactose. GALT kommt in Eukaryoten und wenigen Bakterien vor. Mutationen im GALT-Gen beim Menschen können zu GALT-Mangel und dieser zu klassischer Galaktosämie führen.

## Katalysiertes Gleichgewicht
+   {\displaystyle \rightleftharpoons } 
  + 
UDP wird von UDP-Glucose auf Galactose übertragen und umgekehrt.